# Valmet
Valmet (izvirno finsko Valtion Metallitehtaat; dobesedno Vladno kovinarstvo) je bil finski koncern več podjetij, ki je bil ustanovljen leta 1951 z namenon povezati državna podjetja, ki so delovala na vojni reparaciji za Sovjetsko zvezo. Podjetja so izdelovala različne stroje: od bele tehnike, orožja, avtomobilov, lokomotiv, letal,... 
Leta 1999 se je koncern združil s podjetjem Rauma v korporacijo in spremenil ime v Metso. Danes je Valmet blagovna znamka strojev za predelavo lesa, ki jih izdeluje podjetje Komatsu Forest.

## Avtomobili
Valmet Automotive, tovarna v lasti korporacije Metso s sedežem v Uusikaupunkiju izdeluje od leta 1968 vozila za druga podjetja, med njimi:
- Saab Automobile (do 2003)
  - Saab 95
  - Saab 96
  - Saab 99
  - Saab 90
  - Saab 900 Kabriolet
  - Saab 900 CD
  - Saab 9000
  - Saab 9-3 Kabriolet
  - nekatere specializirane različice Saab 9-3 (npr. Viggen)
- Porsche
  - Porsche Boxster
  - Porsche Cayman
- Lada (AutoVaz)
  - Lada EuroSamara
- Talbot
  - Talbot Horizon
  - Talbot 1510
  - Talbot Solara
- Opel - Calibra

## Traktorji
Traktorje so prodajali najprej pod tržnim imenom Valmet, danes jih prodajajo pod imenom Valtra. Čeprav je še proizvodnja traktorjev na Finskem, pripada ta veja proizvodnje AGCUju. 

## Oborožitev
Od osebne oborožitve so najbolj znane jurišni puški Rk 62 in M82 ter šolska vojaška letala L-70 Vinka in L-90 Redigo.